# 731部隊細菌戦国家賠償請求訴訟
731部隊細菌戦国家賠償請求訴訟（ななさんいちぶたいさいきんせんこっかばいしょうせいきゅうそしょう）は、731部隊等旧日本軍が中国で行った細菌戦に関し、その被害者らが日本政府に謝罪文の交付公開と賠償を求めた裁判。2007年、原告団側の敗訴が確定。

## 沿革
- 1997年8月11日　東京地裁に民事訴訟として提訴
- 1998年2月16日　第1回裁判　弁護団、原告3名意見陳述
- 1999年12月9日　東京地裁に「731細菌戦被害賠償請求第二次訴訟」を提訴
- 2002年8月27日　東京地裁が原告団側の請求を棄却（平成9年（ワ）16684号、平成11年（ワ）27579号）
- 2003年5月20日　東京高裁で細菌戦裁判控訴審第1回
- 2005年7月19日　東京高裁が原告団側の控訴を棄却（平成14年（ネ）4815号）
- 2007年5月9日　最高裁判所が原告団側の上告棄却・上告不受理決定（平成18年（オ）90号、平成18年（受）第105号）

## 論点
地裁、高裁共に、731部隊などが1940年から1942年にかけて浙江省および湖南省で、飛行機からペストに感染したノミをばらまいたり、コレラ菌を井戸に投入したりする細菌戦を行い、多数の死者が出た事、そしてこれらがジュネーブ・ガス議定書（1928年発効）に違反する行為だったという原告の主張に対し、東京地方裁判所（民事18部 岩田好二裁判長）は、2002年8月27日、731部隊細菌戦国家賠償請求訴訟（原告・中国人被害者 180名）において、731部隊等の旧帝国陸軍防疫給水部が、生物兵器に関する開発のための研究及び同兵器の製造を行い、中国各地で細菌兵器の実戦使用（細菌戦）を実行した事実を認定した。
すなわち、判決は、「731部隊は陸軍中央の指令に基づき、1940年の浙江省の衢（ク）州、寧波、1941年の湖南省の常徳に、ペスト菌を感染させたノミを空中散布し、1942年に浙江省江山でコレラ菌を井戸や食物に混入させる等して細菌戦を実施した。ペスト菌の伝播（でんぱ）で被害地は8箇所に増え、細菌戦での死者数も約1万人いる」と認定した。
さらに判決は、細菌戦が第２次世界大戦前に結ばれたハーグ条約などで禁止されていたと認定した。
しかしながら、原告の請求（謝罪と賠償）に関しては全面的に棄却した。

## 原告団
- 原告団団長 - 王選（中国語版）
- 原告団代表 - 徐万智
- 弁護団長 - 土屋公献
- 証人 - 上田信(立教大学文学部教授・中国史)は原告側証人として、鑑定書「ペストと村」を提出（のち、『ペストと村－日本軍による中国の細菌戦被害』風響社・2009年に所収)